# San Mauro Marchesato
San Mauro Marchesato (IPA: [samˈmauro markeˈzato]) è un comune italiano di 1 884 abitanti della provincia di Crotone in Calabria.

## Origini del nome

San Mauro Marchesato in una foto del 1941.

La tesi più accreditata, ma inverosimile, attribuirebbe l'origine del toponimo ad alcuni mauritani al seguito di Annibale, giunti sul luogo al termine di una fuga insieme ad alcuni prigionieri del condottiero cartaginese.

## Monumenti e luoghi d'interesse
- Chiesa della Madonna del Soccorso, la cui cupola è stata restaurata nel 1998[4]

## Società

### Evoluzione demografica
Abitanti censiti

## Infrastrutture e trasporti
Il comune è collegato con la Strada statale 107 bis.

## Amministrazione
| Periodo        | Periodo        | Primo cittadino       | Partito                                            | Carica  | Note |
| -------------- | -------------- | --------------------- | -------------------------------------------------- | ------- | ---- |
| 13 giugno 1999 | 13 giugno 2004 | Giovanni Frandina     | Democratici di Sinistra                            | sindaco |      |
| 13 giugno 2004 | 7 giugno 2009  | Carmine Barbuto       | lista civica di centro-destra                      | sindaco |      |
| 7 giugno 2009  | 25 maggio 2014 | Levino Michele Rajani | Nuovo Centrodestra                                 | sindaco |      |
| 25 maggio 2014 | 26 maggio 2019 | Carmine Barbuto       | lista civica di centro-destra Mettiamoci il cuore  | sindaco |      |
| 26 maggio 2019 | 10 giugno 2024 | Carmine Barbuto       | lista civica di centro-destra Insieme per crescere | sindaco |      |
| 10 giugno 2024 | In carica      | Levino Michele Rajani | lista civica centro-destra/sinistra                | sindaco |      |